# میروسلاوا کناپکووا
میروسلاوا کناپکووا (انگلیسی: Miroslava Knapková؛ زادهٔ ۱۹ سپتامبر ۱۹۸۰) قایقران روئینگ اهل جمهوری چک بود.
وی در مسابقات کشوری و بین‌المللی در مجموع برندهٔ ۷ مدال طلا، ۶ مدال نقره، ۳ مدال برنز شده‌است.